# Klinkum
Klinkum ist ein Ortsteil der Mittelstadt Wegberg im Kreis Heinsberg im Bundesland Nordrhein-Westfalen.

## Geografie

### Lage
Klinkum, westlich von Wegberg gelegen, erstreckt sich als Straßendorf über eine Strecke von über zwei Kilometern entlang der Alten Landstraße, der Landesstraße 367, in Richtung Arsbeck. Ort und Straße liegen auf einem flachen, langgestreckten Rücken der Schwalm-Nette-Platte, der östlich zur Schwalm abdacht und nordwestlich sich allmählich immer sandiger werdend und waldbedeckt zur Maas hin abflacht. Mit dem Schwalmtal hat Klinkum Teil am Naturpark Maas-Schwalm-Nette. Das touristisch bedeutendste Bauwerk dort ist das nahegelegene, fußläufig erreichbare Schloss Tüschenbroich mit der Tüschenbroicher Mühle.

### Nachbarorte
|            | Merbeck                                     |           |
| Arsbeck    | Kompassrose, die auf Nachbargemeinden zeigt | Wegberg   |
| Wildenrath | Tüschenbroich                               | Uevekoven |

## Geschichte

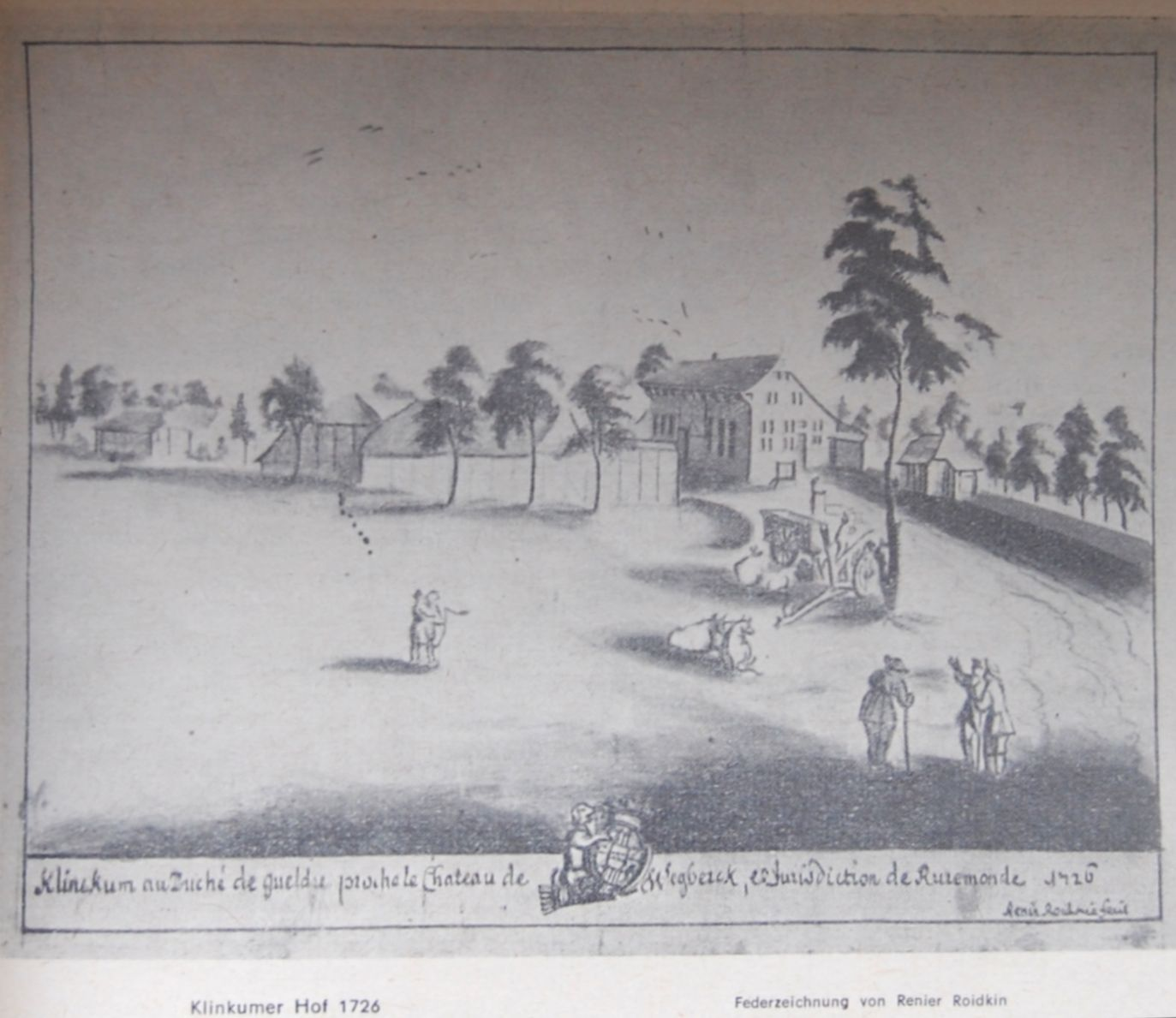
Klinkumer Hof 1726 mit Kapelle und Wirtschaftsgebäuden

Die erste urkundliche Erwähnung des Ortes erfolgte, soweit bekannt, in einer Wegberger Steuerliste von 1397 („Klynckem“). In späteren Urkunden werden „Clinckum“ (1454) und „Clinckhem“ (1540) genannt. Der Name des Ortes könnte sich auf das Hanggelände des Ortsgebietes beziehen (Klingt = Hang), also „Heim am Hang“. Klinkum ist in seinem Ursprung eine sogenannte Waldhufensiedlung, deren Entstehung in der Dissertation von Herlig Zschocke in einem eigenen Kapitel über Klinkum detailliert erläutert wird. Bis in das 19. Jh. hinein erstreckte sich die Besiedlung des Ortes nahezu ausschließlich südlich der heutigen Alten Landstraße. Auch die Straße lief ursprünglich durch die Höfe. Beim Ausbau der Straße wurde sie nördlich an der alten Bebauung vorbeigeführt. Der Klinkumer Hof im Ortsteil Tömp, der einige wirtschaftliche Bedeutung besaß, gehörte über lange Zeit bis 1868 zur Burg Wegberg, war also Besitz der Grafen von Nesselrode zu Ehreshoven. Die erste bekannte Urkunde über den Klinkumer Hof ist ein Pachtzettel von 1540. Fritz Jakobs (Ehrenbürgermeister von Wegberg) beschreibt 1960 im Heimatkalender der Erkelenzer Lande die historische Entwicklung dieses Hofes; dieser Aufsatz enthält als Reproduktion auch ein Gemälde von 1726 des flämischen Malers Renier Roidkin mit einer Ansicht des Klinkumer Hofes (Original 16 cm × 22 cm), die dieser im Auftrag des Grafen Nesselrode malte. Man sieht dort rechts vom Hof auch eine kleine Kapelle dargestellt, die heute aber nicht mehr vorhanden ist und die älteste bekannte Gebetsstelle Klinkums darstellt. Die Wirtschaftsgebäude, die auf dem Bilde dem Wohnhaus gegenüber liegen, existieren heute auch nicht mehr. Die riesigen, bis 1800 ungeteilten Ländereien wurden verkauft.
Die Äcker der übrigen Klinkumer Höfe zogen sich noch 1825 hinter den Häusern nach Süden talabwärts bis an den Erbbusch oder den Leichenweg. Nur das Feld des Klinkumer Hofes reichte über diesen Weg nach Süden bis an den dortigen Bach (Brunbeek) und hatte Anteil an dem als Rossweiher bezeichneten Bruchgebiet [vgl. Tranchotkarte von 1806].
Adolf Vollmer nimmt in seiner „Geschichte der Gemeinde Wegberg“ 1912 noch an, dass in Römerzeiten ein Weg von Roermond über Arsbeck – Klinkum nach Wegberg verlief.
- 1789 wurde eine Schule gegründet. Danach wurde mehr um die Kirche gebaut.
- 1835 wurde der Schulsaal durch einen Anbau vergrößert und
- 1844 ein neuer Schulsaal angebaut.
- 1847 entstand das Spritzenhaus.
- 1896 wurde in Oberklinkum ein zweites Schulgebäude für eine Klasse errichtet.
- 1910 kam ein Friedhof hinzu.[6]
- 1912 hatte Klinkum, das zu diesem Zeitpunkt noch einen rein ländlichen Charakter hatte und sich fast 3 km lang erstreckte, 171 bewohnte, 12 unbewohnte Wohnhäuser und 178 Haushaltungen mit 912 Einwohnern. Die älteren Häuser lagen fast alle etwa 100 m abseits der jetzigen (Alten) Landstraße.[6]

Im Jahr 1857 fand in Klinkum die erste öffentlich angekündigte Liebhabertheaterveranstaltung statt. Es wurden – wie auch in den folgenden Jahren – Possen am Karnevalsmontag und -dienstag vom Klinkumer Gesangverein aufgeführt. Später übernahm der Pfarrverein „Eintracht“ die Pflege des Klinkumer Liebhabertheaters. Gegen Ende des 19. Jahrhunderts wurde auch um die Weihnachtszeit gespielt, wobei immer mehr Stücke klassischer Geltung aufgeführt wurden. Fritz Jakobs schildert 1958 in einem Aufsatz ausführlich diese Entwicklung des Lieberhabertheaters in Klinkum.

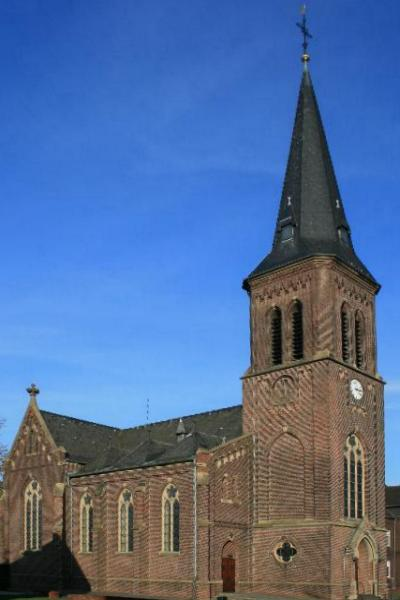
Kath. Pfarrkirche in Klinkum

Im Kapitel Kirche Klinkum schildert Vollmer unter anderem die Entwicklung bis zur Genehmigung des Kirchenbaus und den Bau der Kirche. Die Pfarrkirche zur Hl. Familie wurde von 1902 bis 1904 nach Plänen des Regierungsbaurats Daniels aus Aachen errichtet. Im Dezember 1912 wurde Klinkum zur selbstständigen Pfarre erhoben. Erster Pfarrer war Gottfried Plaum (1913–1941), ab 1927 Dechant des Dekanats Wegberg. Plaum wurde durch das NS-Regime verfolgt. Die Gottfried-Plaum-Straße ist nach ihm benannt. Auf dem Friedhof in Klinkum befindet sich seit 2003 eine Gedenkplatte zur Erinnerung an ihn. Die Kirche zur Hl. Familie ist eine dreischiffige Backsteinkirche mit Querschiff und fünfseitig geschlossenem Chor. Der vorgebaute viergeschossige Westturm trägt einen achtseitigen, schlanken Helm, der weithin über das Land sichtbar ist. Direkt neben der Kirche steht das stattliche Pfarrhaus, errichtet 1906/07, in dem seit 2005 eine Außenwohngruppe eines Kinder- und Jugenddorfes wohnt. Das 1956 errichtete Ehrenmal auf dem Friedhof ist Gedenkstätte für die Gefallenen und Vermissten beider Weltkriege.
Eine 1913 errichtete Kapelle, die der heiligen Brigida geweiht ist, steht an der Alten Landstraße neben Haus Nr. 174. Die Kapelle ist eines der Wahrzeichen des Ortes. Das Mosaik an der inneren Rückwand stammt aus der Zeit nach dem Ersten Weltkrieg. Eine in der Kapelle angebrachte Gedenktafel erinnert an die Gefallenen von Oberklinkum.
Im Juni 2012 lebten in Klinkum 1757 Einwohner.

## Infrastruktur
Es existieren mehrere landwirtschaftliche Betriebe sowie Pferdehöfe, Metzgereien, Gaststätten und weitere Gewerbe- und Kleingewerbebetriebe. In Klinkum befand sich bis 2013 eine Gemeinschaftsgrundschule der Stadt Wegberg. Ein städtischer Kindergarten ist vorhanden.

### Busverkehr
Die AVV-Buslinie 413 der WestVerkehr verbindet Klinkum wochentags mit Wegberg, Wildenrath und Heinsberg. 
Zudem verkehrt der Multi-Bus seit dem 9. Juni 2024 kreisweit erweitert und zu einheitlichen Bedienzeiten. Mehr Informationen gibt es bei WestVerkehr.
Seit Juni 2024 verkehrt zudem die Stadtbuslinie WG1 und sorgt für eine verbesserte Verbindung nach Wegberg, Arsbeck und Dalheim.
| Linie | Verlauf |
| ----- | --- |
| 413   | (Wegberg Schulzentrum –) Wegberg Busbf – Klinkum – Bischofshütte – Petersholz – Arsbeck – Dalheim Bf – Rödgen – Wildenrath – (Wildenrath Gewerbegebiet –) Wassenberg – Orsbeck – Unterbruch – Heinsberg Busbf (← Heinsberg AOK) |
| WG1   | (Stadtbus Wegberg) Wegberg Busbahnhof – Klinkum – Arsbeck – Dalheim Bf. |

### Bahnverkehr
Durch den Klinkumer Wald läuft der Eiserne Rhein. An der Ausweichanschlussstelle Klinkum (Kilometer 16,1) zweigt die Bahnstrecke Wegberg Klinkum–Prüfcenter Wegberg-Wildenrath ab.
Klinkum selber ist nicht an das Bahnnetz angeschlossen.

## Wappen und Flagge

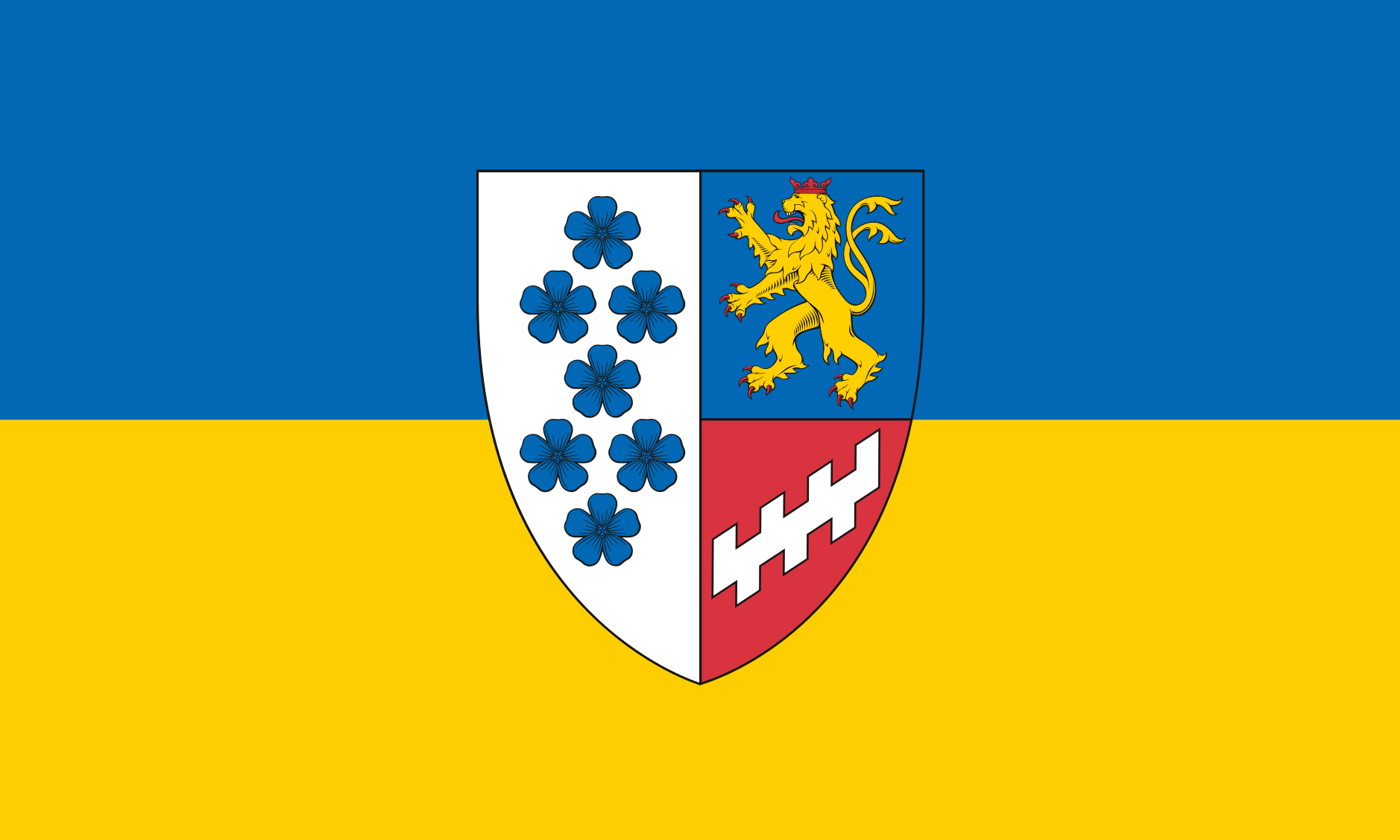
Flagge von Klinkum

Klinkum verfügte weder über ein eigenes Ortswappen, noch über eine Flagge. Der Dorfausschuss beauftragte im Hinblick auf das bevorstehende 625-jährige Bestehens von Klinkum, ein Wappen und eine Flagge entwerfen zu lassen. Die Entwürfe wurden durch Knut Müller, einem ortsansässigen Bürger, erstellt und im Januar 2019 durch den Dorfausschuss genehmigt. Die Flagge kann seitdem erworben und verwendet werden. Am 29. März 2022 wurde das Wappen in die Deutsche Ortswappenrolle des Herold Wappenvereins unter der Nummer 89 NW aufgenommen. Anlässlich der 625-Jahr-Feier ist eine gestickte Fahne angefertigt worden. Diese wurde geweiht und wird für besondere Anlässe aufbewahrt.

## Sehenswürdigkeiten

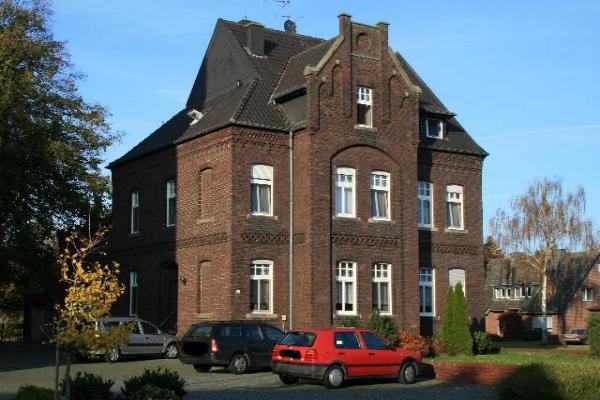
Kath. Pfarrhaus in Klinkum

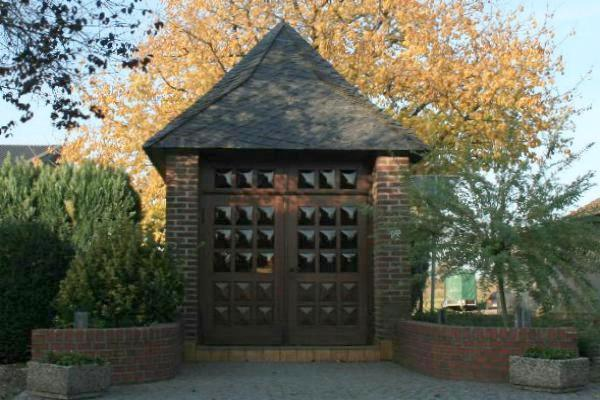
St.-Brigida Kapelle in Klinkum

- Kath. Pfarrkirche, Alte Landstraße 78 als Denkmal Nr. 59
- Kath. Pfarrhaus, Alte Landstraße 76 als Denkmal Nr. 60
- Wegekreuz, Am Tömp 1 als Denkmal Nr. 61
- Wegekreuz, Alte Landstraße 42 als Denkmal Nr. 62
- Brigida Kapellchen, Alte Landstraße 74 als Denkmal Nr. 63
- Wohnhaus, Am Tömp 6 als Denkmal Nr. 166

## Vereine
- Dorfgemeinschaft Klinkum
- St. Hubertus Schützenbruderschaft von 1909 e. V.
- Musikverein 1901 Klinkum
- Trommler- und Pfeiferkorps Klinkum
- Karnevalsgesellschaft KG „Sonn Männ“ Klinkum
- Spielverein Klinkum 1919 e. V.
- Kirchenchor „Cäcilia“ Klinkum
- Verein der Garten- und Blumenfreunde Klinkum
- Freiwillige Feuerwehr Wegberg, Löschgruppe Klinkum